# Parajti
Parajti ist eine Ortschaft im Departamento Chuquisaca im südamerikanischen Andenstaat Bolivien.

## Lage
Parajti ist eine Ortschaft des Municipio Zudáñez  in der Provinz Jaime Zudáñez. Der Ort liegt auf einer Höhe von 2339 m am linken Ufer des nach Norden fließenden Río Zudáñez. Der Río Zudáñez ist ein rechter Nebenfluss des bolivianischen Río Grande und liegt in einem der Seitentäler am Ostabhang der bolivianischen Cordillera Central.

## Geographie
Parajti liegt im Übergangsbereich zwischen der Anden-Gebirgskette der Cordillera Central und dem bolivianischen Tiefland. Die Region weist ein typisches Tageszeitenklima auf, bei dem die mittlere Temperaturschwankung im Tagesverlauf deutlicher ausfällt als im Verlauf der Jahreszeiten.
Die mittlere Durchschnittstemperatur der Region liegt bei etwa 19 °C (siehe Klimadiagramm Tomina) und schwankt nur unwesentlich zwischen knapp 16 °C im Juni und Juli und knapp 21 °C von November bis Januar. Der Jahresniederschlag beträgt etwa 600 mm, bei einer ausgeprägten Trockenzeit von Mai bis August mit Monatsniederschlägen unter 10 mm, und einer Feuchtezeit von Dezember bis Februar mit 100 bis 125 mm Monatsniederschlag.

## Verkehrsnetz
Parajti liegt in einer Entfernung von 106 Straßenkilometern östlich der Departamento-Hauptstadt Sucre.
Puca Huasi liegt an der 976 Kilometer langen Nationalstraße Ruta 6, die Sucre mit dem bolivianischen Tiefland und der dortigen Millionenstadt Santa Cruz verbindet. Die Straße nach Sucre ist auf den ersten 45 Kilometern bis Tarabuco unbefestigt und trägt erst anschließend eine Asphaltdecke. Sechs Kilometer östlich der Ortschaft Puca Huasi zweigt eine unbefestigte Nebenstraße nach Norden ab, die nach drei Kilometern Parajti erreicht und weiter nach Capilla Llave führt.

## Bevölkerung
Die Einwohnerzahl der Ortschaft ist im Jahrzehnt zwischen den beiden letzten Volkszählungen nur unwesentlich angestiegen:
| Jahr | Einwohner         | Quelle       |
| ---- | ----------------- | ------------ |
| 1992 | keine Detaildaten | Volkszählung |
| 2001 | 218               | Volkszählung |
| 2012 | 245               | Volkszählung |
| 2024 |                   | Volkszählung |

Die Region weist einen hohen Anteil an Quechua-Bevölkerung auf, im Municipio Zudáñez sprechen 95,1 Prozent der Bevölkerung Quechua.